# Hervé Florio
Hervé Florio (* 12. Oktober 1950 in Beaupuy (Haute-Garonne)) ist ein ehemaliger französischer Radrennfahrer und nationaler Meister im Radsport.

## Sportliche Laufbahn
Als Amateur wurde er 1973 nationaler Meister im Straßenrennen. Florio war Landarbeiter und begann mit 17 Jahren mit dem Radsport. 1973 war er Teilnehmer im Rennen der UCI-Straßen-Weltmeisterschaften. Er konzentrierte sich auf seinen Beruf als Landwirt und hatte im Radsport keine weiteren großen Erfolge.